# Marcus Aemilius Lepidus (konsul 78 f.Kr.)
Marcus Æmilius Lepidus, död 77 f.Kr., var en romersk konsul. Han var far till Marcus Aemilius Lepidus (död 12 f.Kr.).
Lepidus blev konsul 78 f.Kr. och försökte förgäves omstörta Sullas statsförfattning, drog därefter mot Rom med en krigshär men besegrades av Gaius Lutatius Catulus och Pompejus och avled under flykten till Sardinien.